# Jean-Louis Leyraud
Pour les articles homonymes, voir Leyraud.
Jean-Louis Leyraud, né le 18 février 1951 à Nouméa, est un pilote de rallye néo-calédonien.

## Biographie
Sa carrière en compétitions automobiles s'étale régulièrement de 1970 à 2015.
Sur 40 années de courses, il possède un exceptionnel ratio de victoires, s'élevant à 62 %.
Il a participé à 7 épreuves  du WRC, 6 en Nouvelle-Zélande et 1 en Australie, terminant 7e au classement général néo-zélandais en 1982 avec le copilote local Eric Johnston sur Ford Escort RS1800, ainsi qu'à une trentaine d’epreuves comptalilisées en APRC jusqu'en 2015 (dont 15 rallyes de Nouvelle-Calédonie entre 2001 et 2015).

## Palmarès

### Titres
- TREIZE
- Championnats de Nouvelle-Calédonie des rallyes: 1979 (sur BMW 2002 ti Alpina), 1980 (sur Datsun Stanza

et KP 710), 1981 (sur Datsun KP 710), 1991 (sur Alfa Romeo 75 turbo Gr.N), 1994 (sur Peugeot 309 Gr.A), 1996 (sur Ford Escort Cosworth Gr.N), puis 1997, 1998, 2001, 2005, 2007 et 2009 à 6 reprises alors sur Subaru Impreza WRX Gr.N ; 2015 SKODA S 2000
- Participe à la victoire de Datsun au Championnat des Marques néo-calédonien en 1980 et 1981 ;
- Participe à la victoire d'Alfa Romeo au Championnat des Marques néo-calédonien en 1991 ;
- Participe à la victoire de Peugeot au Championnat des Marques néo-calédonien en 1994 ;
- Participe à la victoire de Ford au Championnat des Marques néo-calédonien en 1996 ;
- Participe à la victoire de Subaru au Championnat des Marques néo-calédonien 6 fois, en 1997, 1998, 2001, 2002, 2005 et 2009 ;
- 2e de la Coupe du Pacifique des rallyes : 2015 ;
- 3e de la Coupe du Pacifique des rallyes (1re édition) : 2008 ;
- 4e du championnat Asie-Pacifique des rallyes (APRC) en groupe N: 2002 (8e au général).

### Victoires internationales
- Rallye de Nouvelle-Calédonie: 1998 (hors APRC; copilote Charly Brinon sur Subaru Impreza WRX), et 2001 (épreuve comptant alors pour l'APRC; copilote Rob Scott et voiture identiques); 1994 Hors APRC sur Peugeot 309 Enjolras copilote C Brinon
- Rallye de Whangarei: 2008 (APRC - Nouvelle-Zélande).

### Podiums et classements internationaux
- - 2e du rallye de Nouvelle-Calédonie: 2005 (APRC - copilote Cyril Brinon, sur Subaru Impreza WRX STI du team Almameto) ;
  - 3e du rallye de Nouvelle-Calédonie: 2008 (APRC - copilote Bill Hayes, sur Subaru Impreza WRX STI du team Almameto) ;
  - 3e du rallye de Nouvelle-Calédonie: 2015 (APRC - copilote le néo-zélandais Scott Beckwith, sur Škoda Fabia S2000) ;
  - 5e du rallye de Nouvelle-Calédonie: 2004 (APRC - copilote Charly Brinon, sur Subaru Impreza WRX STI du team Almameto) ;
  - 5e du rallye de Nouvelle-Zélande: 1975 (sur BMW 2002 TI Alpina) ;
  - 5e du rallye d'Australie: 2008 (APRC - sur Subaru Impreza WRX) ;
  - 7e du rallye de Nouvelle-Zélande: 1972 (sur BMW 2002 TI) ;
  - 7e du rallye de Nouvelle-Zélande: 1982 (WRC - copilote E.Johnston, sur Ford Escort RS1800) ;
  - 7e du rallye de Wangarei: 2009 (APRC - sur Subaru Impreza WRX) ;
  - 8e du rallye d'Hokkaido: 2002 (APRC - copilote R.Scott, sur Mitsubishi Lancer Evo VI du team Neil Allport Motorsport) ;
  - 8e du rallye de Thaïlande: 2002 (APRC - copilote le néo-zélandais Raymond Bennett, sur Mitsubishi Lancer Evo VII du team Neil Allport Motorsport) ;
  - 10e du rallye d'Australie: 1999 (APRC - sur Subaru Impreza WRX
  - 5e du Rallye de Whangarei  2015 APRC et 2e (coupe du Pacifique) copilote Scott Beckwith SKODA S 2000
  - 5e du Rallye de Canberra 2015 APRC et 2e coupe du Pacifique copilote S Beckwith SKODA S 2000
  - 13e du Rallye de Whangarei 2011 SUBARU STI copilote Rob Scott

### Autres victoires en championnat néo-calédonien
- Victoire de classe au Safari Calédonien : 1971 (en Tourisme, sur Fiat 124 Spider) ;
- Rallye des Cols : 1974, 1979, 1980 et 1981 ;
- Ronde de Farino : 1976, 1979, 1980, 1993 et 1994 ;
- Ronde / Rallye du Sud : 1978, 1994, 1996, 2004, 2007 et 2008 ,2015
- Rallye de la Plaine des Lacs : 1979 et 1980 ;
- Rallye du Nord : 1979, 1981, 1992 et 2005 ;
- Rallye de Moméa Boghen: 1979,1981, 1982, 1983, 1991, 1992, 1994, 1996, 1997, 1999, 2000, 2001; 2002 et 2004;
- Ronde des 3 m: 1990;
- Course de côte de l’Étoile du Nord: 1991 ;
- Ronde de Foa: 1996, 1997, 1998, 2000 et 2001 ;
- Ronde de Païta: 1997 et 1999 ;
- Ronde de Thio: 1999, 2000, 2001 et 2003 ;
- Rallye de Bourail : 2002 ;
- Rallye de Poya : 2003; 2010
- Rallye de Boulouparis : 2003 ;
- Rally de Kouaoua : 2005, 2007 et 2009 ; 2015
- Rallye des 3 Communes : 2005 ;
- Rallye de Pouembout : 2008.
- Rallye de Nouvelle Calédonie 2015
- Rallye de L'Hotel du Centre 2015
- Rallye de Païta 2021 2e Mitsubishi Evo X R4
- Rallye Tomo Valley 2021 2e Mitsubishi Evo X R4